# Línea C4 (Avanza Zaragoza)
La línea C4 es una línea lanzadera de Avanza Zaragoza. Comprende el recorrido entre la Plaza de las Canteras del barrio de Torrero y el parque comercial Puerto Venecia en la ciudad de Zaragoza (España). Se creó para reforzar la afluencia de gente al Centro a comercial Puerto Venecia. Además, Da servicio a la zona de la cuarta avenida.
Tiene una frecuencia media de 15 minutos, y de 8 en sábado por la tarde.

## Recorrido

### Sentido Puerto Venecia/Ikea
Plaza las Canteras, Fray Julián Garcés, Villa de Ansó, Lasierra Purroy, Cuarta Avenida, Zafiro, Avenida Policía Local, San Nícolo, Puerto Venecia

### Sentido Plaza las Canteras
Puerto Venecia, Teatro Malibrán, Isla de Murano, Tiziano, Zafiro, Cuarta Avenida, Oviedo, Pablo Parellada, Gabriel Gombao, Avenida América, Plaza las Canteras